# کریس جونز (ژیمناست)
کریس جونز (ژیمناست) (به انگلیسی: Chris Jones (gymnast)) ژیمناست زادهٔ ۵ مارس ۱۹۸۷ میلادی اهل کشور بریتانیا است.